# La Pobla de Massaluca
La Pobla de Massaluca (spanisch Puebla de Masaluca) ist eine Gemeinde (Municipio) mit 344 Einwohnern (Stand: 2024) im Südosten Kataloniens in Spanien. Die Gemeinde gehört zur Comarca Terra Alta.

## Lage
La Pobla de Massaluca liegt etwa 75 Kilometer westnordwestlich von Tarragona in einer Höhe von ca. 365 m. Der Ebro begrenzt die Gemeinde im Nordosten.

## Bevölkerungsentwicklung
| Jahr      | 1970 | 1981 | 1991 | 2001 | 2011 | 2021 |
| Einwohner | 550  | 474  | 471  | 439  | 377  | 341  |

## Sehenswürdigkeiten
- Reste der Verteidigungslinie der Ebroschlacht
- Antoniuskirche

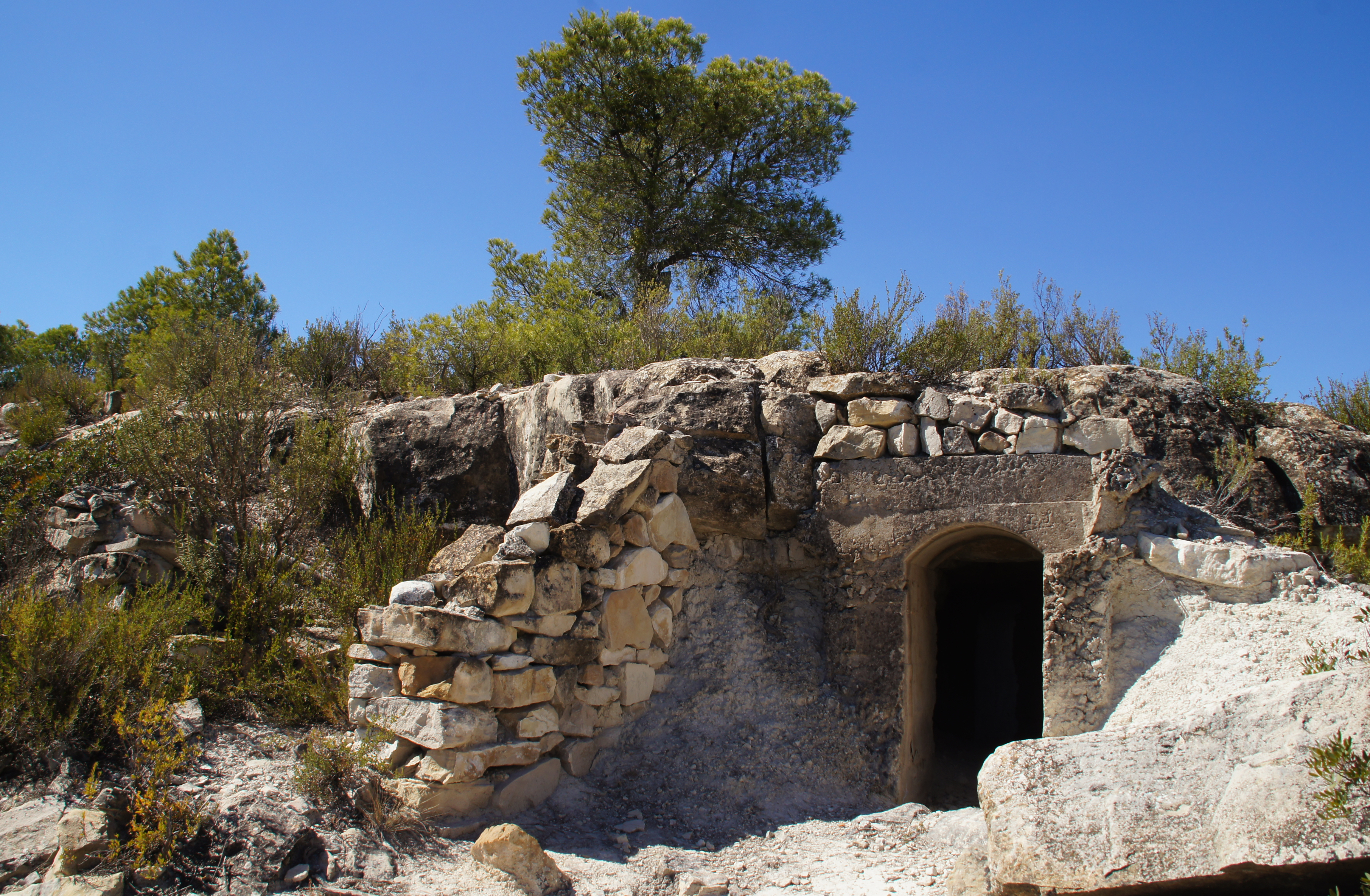
Reste der Verteidigungslinie des Gefechts am Ebro
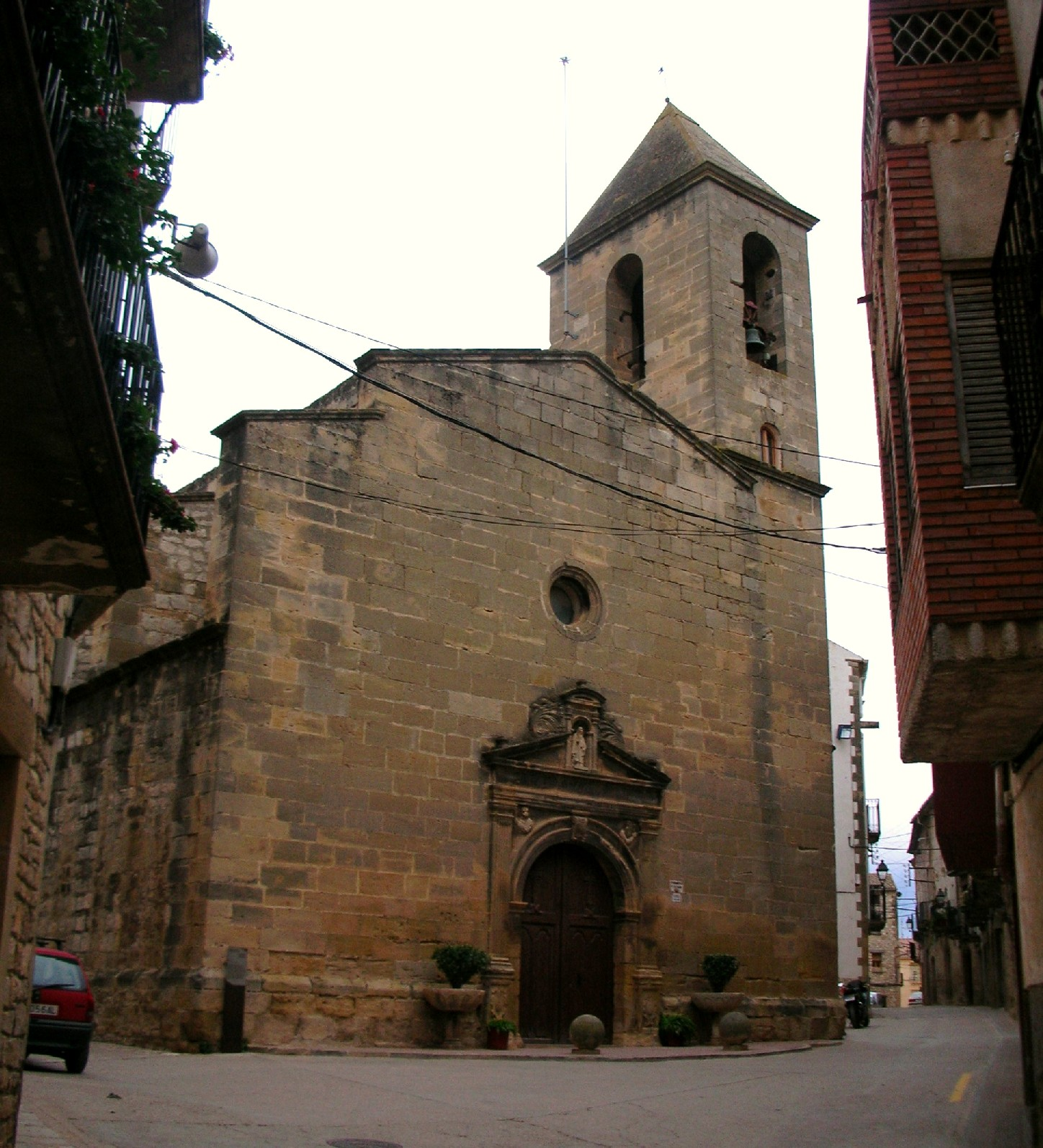
Antoniuskirche